# Sou Eu (canção de Fiuk)
"Sou Eu" é uma canção do cantor brasileiro Fiuk que está contida em seu álbum de estreia, Sou Eu. Lançado no dia 30 de maio de 2011 pela Warner Music foi escrita por Thiaguinho e Rodriguinho com auxílio de produção de Dudu Borges. A faixa é sobre um relacionamento acabado que ambos não esquecem um do outro mesmo estando com outra pessoa.

## Antecedentes
Logo após a saída de Fiuk da sua banda Hori, aonde era o vocalista, entrou para o estúdio em fevereiro de 2011. Ao receber a canção de presente dos cantores Thiaguinho e Rodriguinho, Fiuk frizou que “É uma música que tem uma letra marcante. Acho que muita gente já viveu uma experiência como essa. A ideia é fazer o público se identificar com o meu som. Estou ansioso pela resposta da galera”.

## Faixas
Foi lançado oficialmente nas lojas Terra Sonora no dia 30 de maio de 2011 para download digital em uma faixa de três minutos e vinte e quatro segundos.
| Download Digital |          |                         |              |         |  |
| N.º              | Título   | Compositor(es)          | Produtor(es) | Duração |  |
| 1.               | "Sou Eu" | Thiaguinho, Rodriguinho | Dudu Borges  | 3:24    |  |

## Vídeo musical
Foi dirigido por Fiuk, Gee Rocha, Caio Paifer e o fotógrafo Cesar Ovalle e roteirizado pelo cantor.

## Paradas
| Paradas (2011)                       | Melhor posição |
| ------------------------------------ | -------------- |
| Brasil (Crowley Broadcast Analysis)  | 22             |
| Brasil (Billboard Hot 100 Airplay)   | 12             |
| Brasil (Billboard Hot Popular Songs) | 37             |